# El poder de las tinieblas
El poder de las tinieblas (en ruso: Власть тьмы, Vlast 't'my) es un drama de actos de León Tolstoi. Aunque fuese escrita en 1886, la producción de la obra fue prohibida en Rusia hasta 1902, principalmente por influencia de Konstantín Pobedonóstsev. Aun así, la obra fue producida y escenificada de manera extraoficial en numerosas ocasiones.

## Sinopsis
El personaje central es un campesino llamado Nikita, quien seduce y abandona a una joven huérfana Marinka; luego, la encantadora Anisija asesina a su propio marido para casarse con Nikita, quien embaraza a su nueva hijastra y luego, bajo la influencia de su esposa, asesina al bebé de esta. Finalmente, el día del matrimonio de su hijastra, se entrega y confiesa a la policía.

## Historial de producción
El pionero del teatro francés André Antoine representó La Puissance des Ténèbres, una traducción al francés de la obra (por Pavlovsky y Oscar Méténier), en París en el Théâtre Montparnasse el 10 de febrero de 1888 con gran éxito. Konstantín Stanislavski, el practicante de teatro ruso, había querido representar la obra en 1895; había persuadido a Tolstoi para que reescribiera el cuarto acto siguiendo las líneas sugeridas por Stanislavski, pero la producción no se materializó. Finalmente lo puso en escena con su Teatro de Arte de Moscú en 1902. Esa producción se inauguró el 5 de diciembre y tuvo cierto éxito. Stanislavski, sin embargo, fue mordazmente crítico, particularmente de su propia actuación como Mitrich. Años más tarde, en su autobiografía Mi vida en arte, escribió:

El realismo sólo se convierte en naturalismo cuando el artista no lo justifica desde dentro. [...] El realismo externo de la producción de El poder de las tinieblas reveló la ausencia de justificación interna en quienes actuamos en él. El escenario fue tomado por cosas, objetos, eventos externos banales (...) que aplastaron el significado interno de la obra y los personajes. [4]

El actor Jacob Adler saltó a la fama en Nueva York en 1904 con su propia traducción al yiddish, la primera producción exitosa de una obra de Tolstoi en los Estados Unidos.

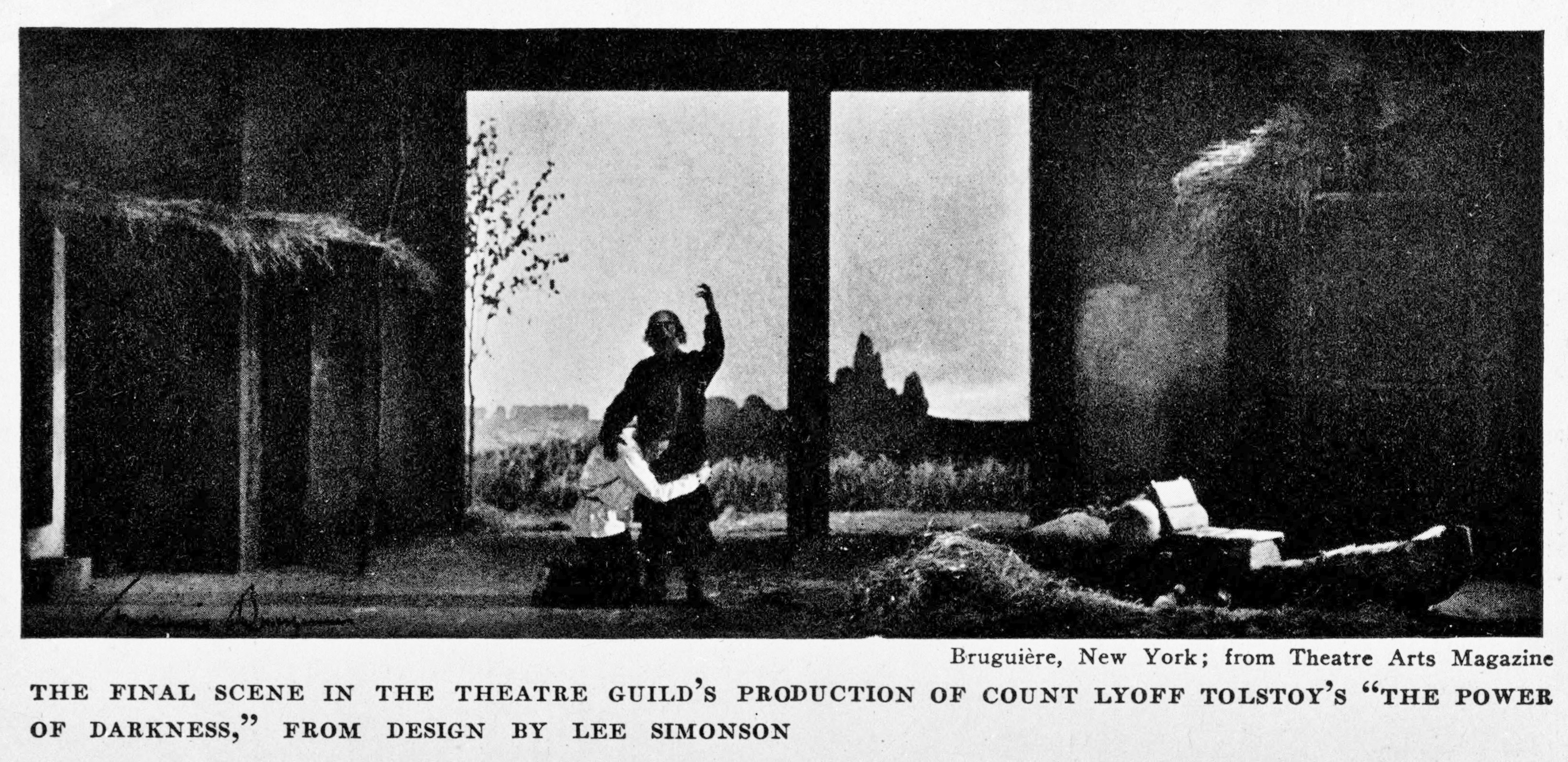
Escena final

En 1923, el director alemán de teatro épico Erwin Piscator representó la obra en su Volksbühne proletario (la rival de la Volksbühne), en Berlín. «Nuestra intención», escribe Piscator, «era avanzar hacia un mensaje político desde una amplia base artística». La producción se inauguró el 19 de enero en el Central-Theatre de la Alte Jakobstrasse. Después de haber buscado «el mayor realismo posible en la actuación y la decoración», Piscator describió su producción como «completamente naturalista». Herbert Ihering aprobó su intento de llevar drama serio a un bajo precio de entrada a las audiencias de la clase trabajadora, aunque pensó que su atención al detalle naturalista lo distraía del significado central de la obra.